# Моријане (Бјела)
Моријане је насеље у Италији у округу Бијела, региону Пијемонт.
Према процени из 2011. у насељу је живело 95 становника. Насеље се налази на надморској висини од 285 м.